# Busbahnhof Panevėžys

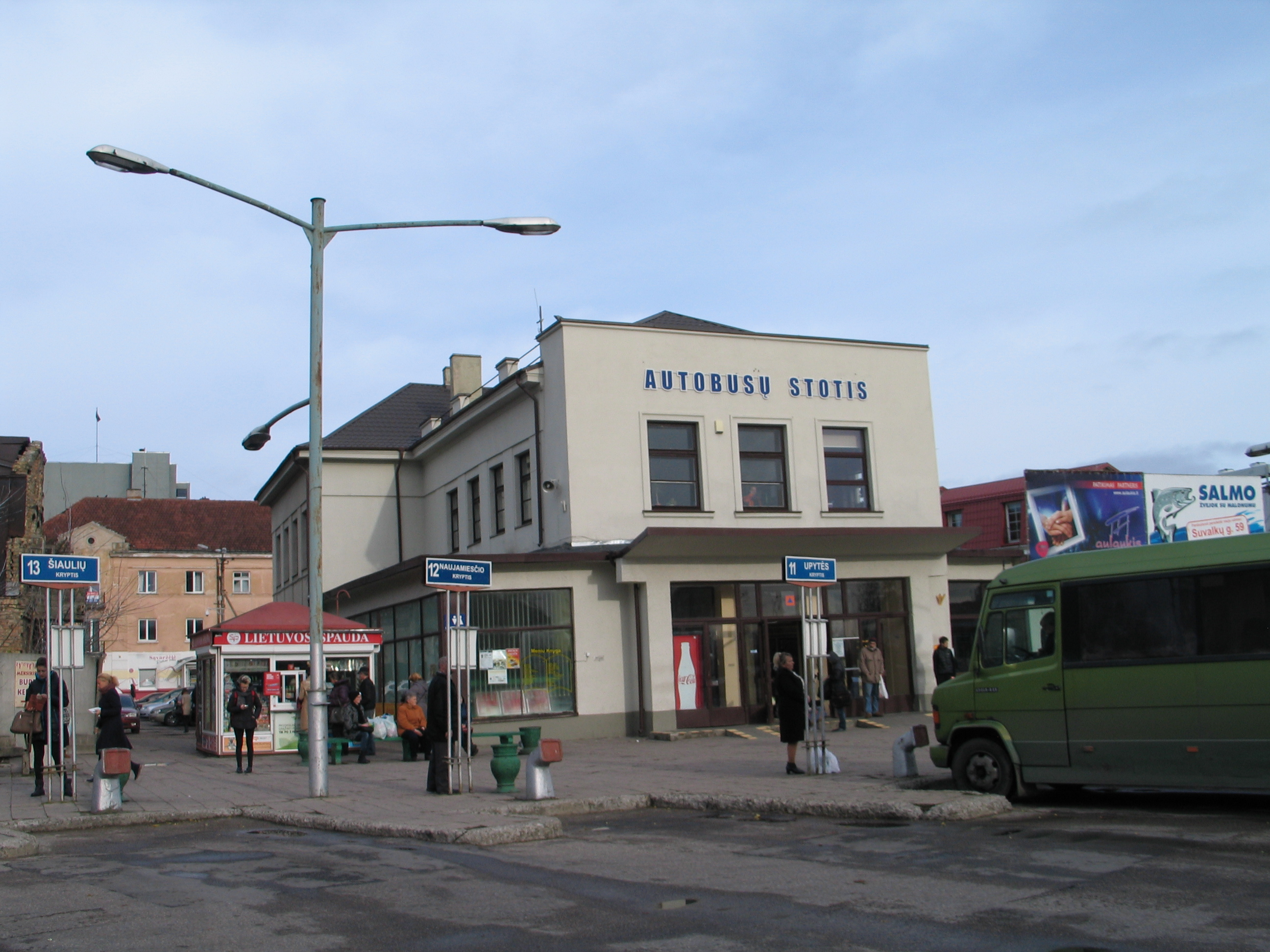
Busbahnhof Panevėžys

Der Busbahnhof Panevėžys (lit. Panevėžio autobusų stotis) ist ein Busbahnhof im Norden Litauens, in der Großstadt Panevėžys (Adresse: Savanorių a. 5). Er wird vom lokalen Unternehmen „Panevėžio autobusų parkas“ verwaltet. Es gibt Abteilungen für Ticket und Versand (Päckchen und Kofferraum). Hier werden die Sendungen angenommen.

## Geschichte
Der Buspark Panevėžys (Panevėžio autobusų parkas) wurde 1958 errichtet. Davor existierte Autotransporto kolona mit 59 Bussen, 10 Pkw und 4 Lastwagen.
Seit 1995 firmiert das Unternehmen als uždaroji akcinė bendrovė „Panevėžio autobusų parkas“. Vom Busbahnhof Panevėžys gibt es Routen nach Lettland, Estland, Belarus, Deutschland, Niederlande, Belgien, Tschechien, Frankreich, Spanien, Italien, England, Russland und Ukraine.